# Det folk som vandrar i mörkret (Arne Widegård)
Det folk som vandrar i mörkret är en julpsalm med text från 1965 av Arne Widegård till en fransk melodi från 1700-talet. Texten är hämtad från Jesaja 9:2-7. Andra versen är hämtad från Kolosserbrevet 1:16-17 och tredje versen är hämtad från Jesaja 9:6. Fjärde versen är hämtad från Matteusevangeliet 21:4-5 och Jesaja 9:6. Koralsatsen i Herren Lever 1977 är skriven av Torgny Erséus.
Texten är upphovsrättsligt skyddad.

## Publicerad i
- Herren Lever 1977 som nummer 850 under rubriken "Kyrkans år - Jul".[2]
- Levande sång 1984 som nummer 635 under rubriken "Jul".
- Psalmer och Sånger 1987 som nummer 489 under rubriken "Kyrkoåret - Jul".[3]
- Segertoner 1988 som nummer 445 under rubriken "Ur kyrkoåret - Jul".[1]
- Frälsningsarméns sångbok 1990 som nummer 720 under rubriken "Jul".